# Бібліотечна класифікація
Бібліоте́чна класифіка́ція — система кодування та організації бібліотечних документів (книг, періодичних видань, аудіовізуальних матеріалів, електронних ресурсів, карт, рукописів, і т.д.) залежно від предмету по класах, підкласах і дрібніших підрозділах в логічній послідовності і супідрядності. Як і системи класифікації, що використовуються в біології, бібліотечні класифікації, як правило, мають ієрархічну структуру. Інший тип бібліотечної класифікації — фасетна класифікація, розроблена індійським вченим та бібліографом Ш.Р.Ранганатаном — віднесення об'єкта до різних категорій (задання множини та її елементів).

## Типи
На даний час використовується багато стандартних систем бібліотечної класифікації. Однак у цілому, бібліотечні системи класифікації, можна розділити на три типи залежно від того, як вони використовуються:
- Універсальні схеми, які охоплюють усі предметні галузі. Наприклад Десяткова класифікація Дьюї, Універсальна десяткова класифікація, класифікація Бібліотеки Конгресу.
- Спеціальні схеми класифікації за певними темами або типами матеріалів. Наприклад Iconclass — система класифікації іконографічних сюжетів, British Catalogue of Music Classification — для музичних матеріалів, класифікація NLM для медицини.
- Національні схеми спеціально створені для певних країн. Прикладом може служити шведська система класифікації бібліотеки SAB.

З точки зору функціональності, системи класифікації часто описуються як:
- Нумераційні: створюють алфавітний перелік предметних рубрик, задаюють номери для кожної рубрики в алфавітному порядку.

Бібліотечна класифікація з точки зору побудови:
- ієрархічна структура розташовує матеріал ієрархічно, від найзагальніших понять до найбільш конкретних
- фасетна класифікація або аналітико-синтетична відносить матеріал до різних категорій(задає множину елементів)

Є декілька абсолютних нумераційних або фасетних класифікацій, але більшість систем є інтегрованими, змішаними.

## Типові приклади класифікацій
- Десяткова класифікація Дьюї (ДКД)
- Універсальна десяткова класифікація (УДК)
- Бібліотечно-бібліографічна класифікація (ББК)